# NSB 88 sorozat
Az NSB 88 sorozat egy norvég kétrészes dízelmotorvonat-sorozat volt. 1942 és 1946 között, majd 1958-ban összesen hat kétrészes motorvonatot gyártott a Strømmen. Az NSB üzemeltette, majd 1970-ben selejtezte a sorozatot. Egyetlenegy példány sem került megőrzésre.